# あいの風とやま鉄道線
あいの風とやま鉄道線（あいのかぜとやまてつどうせん）は、石川県河北郡津幡町の倶利伽羅駅から新潟県糸魚川市の市振駅までを結ぶあいの風とやま鉄道の鉄道路線である。

## 概要
元は西日本旅客鉄道（JR西日本）北陸本線の一部で、2015年（平成27年）3月14日の北陸新幹線長野駅 - 金沢駅間延伸開業の際に並行在来線として経営分離された区間のうち、あいの風とやま鉄道が継承した富山県内の区間にあたる。なお、石川県内はIRいしかわ鉄道が、新潟県内はえちごトキめき鉄道が継承した。
当線とハピラインふくい線・IRいしかわ鉄道線・えちごトキめき鉄道日本海ひすいラインの各路線は、北陸本線・信越本線・羽越本線・奥羽本線などとともに日本海縦貫線の一部を構成しており、日本貨物鉄道（JR貨物）の貨物列車が走破している。全線にわたりJR貨物が第二種鉄道事業者となっている。
なお、あいの風とやま鉄道が鉄道資産を保有している区間は、倶利伽羅駅東側の県境上にある会社境界点から市振駅西側の県境上の会社境界点までである。また、キロポストは移管前の北陸本線時代の米原起点のものがそのまま使用され、線内の各踏切に記載されているキロ程表示も米原からの通算表示となっている。さらに、踏切番号標識も旧北陸本線時代のままとなっている。

### 路線データ
- 管轄・路線距離（営業キロ）：
  - あいの風とやま鉄道（第一種鉄道事業者）：
    - 倶利伽羅駅 - 市振駅間 100.1 km

  - 日本貨物鉄道（第二種鉄道事業者）：
    - 倶利伽羅駅 - 市振駅間 100.1 km
- 軌間：1067 mm
- 駅数：24駅
  - 旅客駅：23駅（起終点駅含む）
  - 貨物駅：1駅
    - 起終点の倶利伽羅駅・市振駅、貨物専用の富山貨物駅は他社管理であるため、当路線の自社管轄駅は21駅[2]。両端の駅である倶利伽羅駅・市振駅は、あいの風とやま鉄道公式サイト内の路線図・全線時刻表に記載されておらず、同社による駅情報ページもなく、富山県内の石動駅 - 越中宮崎駅間のみが掲載範囲となっている[3][4]。
- 複線区間：全線
- 電化区間：全線（交流20,000 V・60 Hz）
- 閉塞方式：複線自動閉塞式
- 保安装置：ATS-SW
- 運転指令所：あいの風とやま指令所（富山市）[5]
  - 開業から2017年3月12日までは金沢総合指令所（JR西日本）より、あいの風とやま鉄道が自社線のほかIRいしかわ鉄道線とえちごトキめき鉄道日本海ひすいラインを一括して指令していたが、翌13日の新指令所稼働に伴い2社からの受託を解消している[6]。
- 最高速度：110 km/h
- IC乗車カード対応区間：
  - ICOCAエリア：倶利伽羅駅 - 越中宮崎駅間

## 歴史

### 国鉄・JR時代
- 1898年（明治31年）11月1日：官営鉄道北陸線の金沢駅 - 高岡駅間（25M29C≒40.82 km）が延伸開業[7]。現在のあいの風とやま鉄道線区間では石動駅と福岡駅が開業[7]（高岡駅は中越鉄道の駅として既に同年1月21日に開業[8]。倶利伽羅駅は未開業）。
- 1899年（明治32年）
  - 3月20日：高岡駅 - 富山駅間（11M5C≒17.8 km）が延伸開業し、小杉駅、富山駅が開業[9]。高岡駅 - 小杉駅間の庄川橋梁は仮橋であった（1900年に竣工）[10]。
- 1902年（明治35年）
  - 11月1日：全線で改マイル（米原駅 - 富山駅間 +19C≒0.38 km）。
  - 11月12日：マイル・チェーン表記からマイル表記に簡略化（米原駅 - 富山駅間 153M7C→153.1M、敦賀駅 - 金ヶ崎駅間 1M5C→1.1M）[11]。
- 1908年（明治41年）
  - 2月16日：津幡駅 - 石動駅間に倶利伽羅信号所が開設[12]。
  - 11月3日：呉羽駅が開業[13]。
  - 11月16日：呉羽駅 - 富山駅間の経路が変更され、富山駅が移転（+0.4M≒0.64 km）[14]。富山線 富山駅 - 魚津駅間（15.8M≒25.43 km）が開業。東岩瀬駅（現在の東富山駅）、水橋駅、滑川駅、魚津駅が開業[14]。
- 1909年（明治42年）
  - 6月15日：倶利伽羅信号所が倶利伽羅駅として開業[15]。
  - 10月12日：国有鉄道線路名称制定により、米原駅 - 魚津駅間、敦賀駅 - 金ヶ崎駅間を北陸本線とする[16]。
- 1910年（明治43年）4月16日：魚津駅 - 泊駅間（14.7M≒23.66 km）が延伸開業[17]。三日市駅（現在の黒部駅）、生地駅、入善駅、泊駅が開業[17]。
- 1912年（大正元年）10月15日：泊駅 - 青海駅間（14.5M≒23.34 km）が延伸開業し、市振駅が開業[18]。
- 1913年（大正2年）10月17日：東岩瀬駅において衝突事故が発生し、死者26名を出す惨事となる（東岩瀬事故）。
- 1916年（大正5年） 6月11日：角川鉄橋上において富山発の客車及び貨車が脱線し、死者11名重傷者30名を出す事故が起きる[19][20]。
- 1923年（大正12年）10月15日：越中大門駅が開業[21]。
- 1926年（大正15年）7月3日：東岩瀬駅 - 水橋駅間に浜黒崎仮停車場が開業[22]。
- 1927年（昭和2年）9月1日：呉羽駅 - 富山駅間に田苅屋信号場が開設[12]。飛越線（現在の高山本線）分岐点。
- 1930年（昭和5年）4月1日：マイル表示からメートル表示に変更、一部営業キロ修正（米原駅 - 直江津駅間 228.3M→366.5 km）[23]。
- 1943年（昭和18年）10月1日：滑川駅 - 魚津駅間に早月信号場が開設[12]。
- 1948年（昭和23年）
  - 2月13日：田苅屋信号場が田刈屋信号場に改称[12]。
  - 8月30日：浜黒崎仮停車場が廃止[24]。
- 1950年（昭和25年）5月20日：東岩瀬駅が東富山駅に改称[25]。
- 1955年（昭和30年）
  - 10月1日：富山操車場が開設[12]。
  - 11月11日：倶利伽羅駅 - 石動駅間に安楽寺信号場が開設[12]。
- 1956年（昭和31年）
  - 4月10日：三日市駅が黒部駅に改称[26]。
  - 11月10日：富山駅 - 富山操車場間が複線化[27]。
  - 11月19日：福岡駅 - 高岡駅間に西高岡信号場が開設[12]。田刈屋信号場が廃止[12]。
- 1957年（昭和32年）
  - 4月25日：西高岡信号場が西高岡駅として開業[28]。
  - 11月20日：越中宮崎信号場が越中宮崎駅として開業[29]。
- 1959年（昭和34年）3月31日：生地駅 - 入善駅間に西入善信号場が開設[12]。
- 1960年（昭和35年）
  - 5月31日：呉羽駅 - 富山駅間が複線化[30]。
  - 7月1日：西入善信号場が西入善駅として開業[31]。
  - 9月30日：石動駅 - 福岡駅間が複線化[30]。
- 1961年（昭和36年）9月29日：魚津駅 - 黒部駅間に片貝信号場が開設[12]。
- 1962年（昭和37年）
  - 8月1日：安楽寺信号場 - 石動駅間が複線化[30]。
  - 8月10日：福岡駅 - 西高岡駅間が複線化[30]。
  - 9月15日：倶利伽羅駅 - 安楽寺信号場間が複線化[30]。安楽寺信号場が廃止[12]。
  - 9月29日：入善駅 - 泊駅間に小川信号場が開設[12]。
- 1963年（昭和38年）9月27日：高岡駅 - 越中大門駅間が複線化[30]。
- 1964年（昭和39年）
  - 8月24日：金沢駅 - 富山操車場間が交流電化[30]。
  - 9月29日：西高岡駅 - 高岡駅間に千保川信号場を開設し[12]、西高岡駅 - 千保川信号場間が複線化[30]。
  - 11月20日：早月信号場が東滑川駅として開業[32]。
- 1965年（昭和40年）
  - 4月23日：生地駅 - 西入善駅間が複線化[30]。
  - 5月20日：魚津市街地区間の高架化工事着工[33]。
  - 7月5日：越中大門駅 - 小杉駅間が複線化[30]。
  - 7月20日：水橋駅 - 滑川駅間に上市川信号場を開設し[12]、上市川信号場 - 滑川駅間を複線化[30]。
  - 7月30日：富山操車場 - 東富山駅間が複線化[34]。
  - 8月25日：千保川信号場 - 高岡駅間が複線化。千保川信号場が廃止[12]。富山操車場 - 泊駅間が交流電化[30]。
  - 9月30日：泊駅 - 市振駅（ - 糸魚川駅）間が交流電化[30]。
  - 12月10日：黒部駅 - 生地駅間が複線化[30]。
- 1966年（昭和41年）
  - 6月1日：水橋駅 - 上市川信号場間が複線化[30]。上市川信号場が廃止[12]。
  - 8月1日：角川 - 魚津駅の高架化第1期が完成（上り線開通）[35]。
  - 8月30日：東滑川駅 - 魚津駅間に角川信号場を開設し[12]、東滑川駅 - 角川信号場間を複線化[30]。
  - 11月25日：西入善駅 - 入善駅間が複線化[30]。
  - 12月3日：東富山駅 - 水橋駅間が複線化[30]。
- 1967年（昭和42年）
  - 5月19日：泊駅 - 越中宮崎駅間が複線化[30]。
  - 8月22日：滑川駅 - 東滑川駅間が複線化[30]。
  - 8月29日：小川信号場 - 泊駅間が複線化[30]。
  - 9月20日：入善駅 - 小川信号場間が複線化[30]。小川信号場が廃止[12]。
  - 9月29日：越中宮崎駅 - 市振駅間が複線化[30]。
- 1968年（昭和43年）
  - 8月9日：魚津駅 - 片貝信号場間が複線化[30]。
  - 9月27日：角川信号場 - 魚津駅間が複線化[30]。角川信号場が廃止[12]。
  - 10月1日：魚津市街地区間の高架化工事完了[33]。
- 1969年（昭和44年）
  - 6月17日：片貝信号場 - 黒部駅間が複線化[30]。片貝信号場が廃止[12]。
  - 10月1日：全線複線電化が完成[30]に伴い全線で営業キロ改定[36]。
    - 高岡駅 - 越中大門駅間・滑川駅 - 東滑川駅間・生地駅 - 西入善駅間で0.1 kmずつ延長[36]。
    - 倶利伽羅駅 - 石動駅間・石動駅 - 福岡駅間・越中大門駅 - 小杉駅間・魚津駅 - 黒部駅間・西入善駅 - 入善駅間・越中宮崎駅 - 市振駅間で0.1 kmずつ短縮[36]。
- 1987年（昭和62年）4月1日：国鉄分割民営化に伴い、米原駅 - 直江津駅間を西日本旅客鉄道（JR西日本）が承継。
- 1990年（平成2年）
  - 3月10日：富山操駅が富山貨物駅に改称[12]。
- 2009年（平成21年）6月1日：JR西日本の組織改正により、石動駅 - 市振駅（構内を除く）間が北陸地域鉄道部から富山地域鉄道部の管轄になる[37][38]。
- 2013年（平成25年）12月12日：北陸新幹線開業に伴う新幹線並行区間の金沢駅 - 直江津駅間の廃止届が提出される[39]。
- 2014年（平成26年）
  - 2月28日：あいの風とやま鉄道が、市振駅（新潟県糸魚川市） - 富山駅（富山県富山市） - 倶利伽羅駅（石川県津幡町）間 100.1 kmの第一種鉄道事業許可を取得[40]。
  - 10月18日：金沢駅 - 富山駅間を走行する日中の普通列車の一部において、ワンマン運転を開始[41]。
  - 12月19日：開業ダイヤの概要を発表[42]。

### あいの風とやま鉄道移管後
- 2015年（平成27年）
  - 3月14日：北陸新幹線長野駅 - 金沢駅間延伸開業に伴い、JR西日本の路線としては金沢駅 - 直江津駅間 (177.2 km) を廃止し、うち倶利伽羅駅 - 市振駅間 (100.1 km) をあいの風とやま鉄道に移管、路線名をあいの風とやま鉄道線に改称[43]。
    - 同日より富山駅 - 泊駅 - 市振駅（- 直江津駅）間の一部列車にワンマン運転を拡大。
    - なお、同日開業したIRいしかわ鉄道線ではワンマン運転を実施しないこととなったため、あいの風とやま鉄道線倶利伽羅駅 - 石動駅間も含めた金沢駅 - 石動駅間でのワンマン運転を終了（石動駅以東は継続）。

  - 3月16日：金沢駅 - 富山駅・泊駅間であいの風ライナーの運転を開始。
  - 3月26日：石動駅 - 越中宮崎駅間でICカード「ICOCA」の利用開始（SF利用のみ）[44][45]。
  - 4月20日：富山駅のあいの風とやま鉄道上り線とJR高山本線ホーム（1-3番）が、高架に切り替えられる。
  - 9月7日：平日のみダイヤ改正を実施。朝の高岡駅発富山駅行を黒部駅まで、夜の泊駅発富山駅行を高岡駅まで延長[46]。
- 2016年（平成28年）
  - 2月27日：石動駅 - 越中宮崎駅間でICOCA定期券の発売および利用開始[47]。
  - 3月26日：ダイヤ改正を実施[48]。あいの風ライナー6号を普通列車に格下げ。泊駅発富山駅行始発列車を7分繰り上げ、泊駅5:19分発とし、富山駅発泊駅行最終列車を8分繰り下げ、富山駅23:38分発とする。
  - 8月28日：イベント列車「とやま絵巻」運行開始[49]。
- 2017年（平成29年）
  - 3月13日：富山市内にあいの風とやま指令所を新設し、JR西日本金沢総合指令所で実施していた指令システムを独立[5][50][6]。
  - 4月2日：石動駅 - 越中宮崎駅間の全駅で新旅客案内システムと各駅独自の到着メロディの本格運用を開始。富山駅と高岡駅については独自の発車メロディも設定。（一部は3月13日から試験導入[51]）[52][53][54]。
  - 4月15日 - ICOCAエリアの石川県内延伸に伴い、倶利伽羅駅 - 石動駅間でのICOCAサービス開始[55][56][57]。
- 2018年（平成30年）3月17日：高岡やぶなみ駅が開業[58][59]。
- 2019年（平成31年）3月4日：富山駅のあいの風とやま鉄道下り線が高架化[60]。
- 2020年（令和2年）3月14日：ダイヤ改正。朝通勤・通学時間帯に富山駅 - 黒部駅間で1本増発[61]。
- 2021年（令和3年）4月17日：サイクルトレイン「あいの風サイクルトレイン[62]」の定期運行を開始[63]。
- 2022年（令和4年）3月12日：新富山口駅が開業[64][65][66]。
- 2024年（令和6年）3月16日：あいの風とやま鉄道線倶利伽羅駅 - 石動駅間も含めた金沢駅 - 石動駅間でのワンマン運転を開始。

## 運行形態
旅客列車は基本的に泊駅で系統分離されており、金沢駅 - 糸魚川駅間に1日1往復の直通列車があるほかはすべて同駅での乗り換えが必要となる。
片道当たりの運行本数は、JR時代（2006年4月時点）では市振駅 - 黒部駅間が10本、黒部駅 - 富山駅間が16本、富山駅 - 高岡駅間が35本、高岡駅 - 倶利伽羅駅間で29本あったが、あいの風とやま鉄道移管後（2019年4月時点）では市振駅 - 黒部駅間が29本、黒部駅 - 富山駅間が32本、富山駅 - 高岡駅間が40本、高岡駅 - 倶利伽羅駅間で28本と概ね増発されている。
しかし、JR西日本時代は朝夕ラッシュ時に最長で6両編成が運行されていたが、移管後は最大4両編成となったことで、移管直後には朝ラッシュ時に積み残しも発生した。その後、あいの風とやま鉄道では自社発注車両の増備や混雑する列車の増車を行っている。
1 - 2両編成の列車でワンマン運転を行う。なお、JR北陸本線の末期（2014年10月18日から）に金沢駅 - 富山駅間で日中の一部列車でワンマン運転を行っていたが、2024年3月15日まではIRいしかわ鉄道線を含む金沢駅 - 石動駅間では実施せず、すべての列車に車掌が乗務していた。一方で、石動駅以東においては引き続きワンマン運転が実施されていた。ただし駅停車時は有人駅・無人駅を問わず全てのドアから乗降可能で、車内では乗車整理券の発行は行われず、切符や運賃の収受は駅員が行い、無人の場合は駅の集札箱に投入する形態である（えちごトキめき鉄道の車両による列車を除く）。なお、2019年4月に全駅で自動券売機の設置が完了している。
このほか観光列車として、車内で寿司や懐石料理を提供する「一万三千尺物語」や、イベント列車「とやま絵巻」が運行されている。

### 倶利伽羅駅 - 泊駅間
会社境界となる倶利伽羅駅発着の列車はなく、IRいしかわ鉄道線と一体的に運行されている。
普通列車は1時間に1 - 2本程度運行される。金沢駅 - 富山駅・泊駅間（IRいしかわ鉄道線直通）と高岡駅・富山駅 - 泊駅間の列車を基本としているが、金沢駅 - 黒部駅間や高岡駅 - 富山駅間などの区間列車も柔軟に設定されているほか、朝には富山駅発小松駅行きの列車も1本存在する。
また平日朝夕には、金沢駅 - 泊駅間で座席指定制の「あいの風ライナー」も運行されている。
あいの風とやま鉄道の車両が金沢駅まで、IRいしかわ鉄道の車両が富山駅まで乗り入れる相互直通運転を行っており、運転士・車掌は、運行車両の所属ごとに全運行区間を担当する。

#### 城端線直通列車
平日の朝には城端線の城端駅 - 富山駅間で気動車による直通列車が富山行きのみ運行されている。高岡駅では乗務員交代が行われ、高岡駅 - 富山駅間はあいの風とやま鉄道の乗務員が乗務している。  

### 泊駅 - 市振駅間
市振駅発着の列車はなく、えちごトキめき鉄道日本海ひすいラインと一体的に運行されており、えちごトキめき鉄道の気動車による泊駅 - 糸魚川駅・直江津駅間の列車がおおむね1時間に1本運行されている。ただし前述した通り、あいの風とやま鉄道の車両による直通列車も1日1往復のみ存在するほか、1日1本のみ泊駅から妙高はねうまライン新井駅へ直通する。
えちごトキめき鉄道の車両の泊駅以西への乗り入れは通常実施されない。泊駅 - 市振駅間は、運行車両の所属会社ごとの乗務員が担当している。
この区間におけるワンマン運転は、えちごトキめき鉄道の方式となるため、自社のワンマン列車と方式が異なり、車内精算方式で乗車時に整理券を受け取り、降車時に乗車券または運賃を車内の料金箱に投入する。なお、越中宮崎駅で下車する際、ICOCAを利用している場合は、運転士にカードを提示した後、駅のICOCA専用改札機にタッチする。自社車両の列車についてはワンマン運転は実施せず、車掌が乗務しているため、全てのドアから乗り降りができる。

### 貨物輸送
北陸本線時代から引き続き、JR貨物による日本海縦貫線の貨物列車が多数経由する。線内で定期貨物列車の停車がある貨物取扱駅として富山貨物駅があるほか、氷見線経由新湊線高岡貨物駅、高山本線速星駅を発着する列車が設定されている。

## 利用状況

### 輸送実績
あいの風とやま鉄道線の輸送密度は、県の試算では7,400人/日と想定されていたが、2017年度では7,500人/日程度で想定を上回っている。あいの風とやま鉄道線の近年の輸送実績を下表に記す。表中の輸送人員の単位は万人。輸送人員は年度での値。表中の最高値は赤色で、最高値を記録した年度以降の最低値は青色で、最高値を記録した年度以前の最低値を緑色で表記している。
| 年度別輸送実績     | 年度別輸送実績                  | 年度別輸送実績                  | 年度別輸送実績                  | 年度別輸送実績                  | 年度別輸送実績 | 年度別輸送実績                               |
| 年 度              | 輸送実績（乗車人員）：万人/年度 | 輸送実績（乗車人員）：万人/年度 | 輸送実績（乗車人員）：万人/年度 | 輸送実績（乗車人員）：万人/年度 | 輸送密度 人/日 | 特記事項                                     |
| ------------------ | ------------------------------- | ------------------------------- | ------------------------------- | ------------------------------- | -------------- | -------------------------------------------- |
| 年 度              | 通勤定期                        | 通学定期                        | 定期外                          | 合計                            | 輸送密度 人/日 | 特記事項                                     |
| 2014年（平成26年） | 36.3                            | 23.0                            | 30.5                            | 89.7                            | 9,585          | 西日本旅客鉄道から移管・開業（18日間の数値） |
| 2015年（平成27年） | 511.3                           | 559.0                           | 406.9                           | 1,477.1                         | 7,522          |                                              |
| 2016年（平成28年） | 516.1                           | 562.6                           | 393.5                           | 1,472.3                         | 7,521          |                                              |
| 2017年（平成29年） | 510.8                           | 577.7                           | 394.7                           | 1,483.2                         | 7,540          |                                              |
| 2018年（平成30年） | 512.1                           | 593.1                           | 405.4                           | 1,510.6                         | 7,680          |                                              |
| 2019年（令和元年） | 517.1                           | 599.4                           | 396.4                           | 1,512.9                         | 7,688          |                                              |
| 2020年（令和2年）  | 452.6                           | 472.4                           | 212.1                           | 1,137.1                         | 5,686          |                                              |
| 2021年（令和3年）  | 461.0                           | 553.5                           | 240.8                           | 1,255.3                         | 6,343          |                                              |
| 2022年（令和4年）  | 470.1                           | 572.7                           | 331.1                           | 1,373.9                         | 7,013          |                                              |
| 2023年（令和5年）  | 493.1                           | 571.5                           | 382.2                           | 1,446.8                         |                |                                              |

管内鉄軌道事業者輸送実績（国土交通省北陸信越運輸局）、鉄道統計年報運輸成績表（国土交通省）より抜粋。

## 使用車両
自社線内に直流電化区間は存在しないが、自社で所有している旅客車は全て交直流電車である。
- 自社車両
  - 521系
2両編成または4両編成で終日運行される。後述のIRいしかわ鉄道所属車との併結運転は行われていない。「あいの風ライナー」でも運用される。
2025年から中間車を連結し一部を2両編成から3両編成へ増車する予定。
  - 413系
3両編成で、朝夕のラッシュ時間帯を中心に運行される。イベント等の多客時に対応する場合に限り、6両編成で運転されることもある[78]。
- 他社からの乗り入れ車両
  - 521系（IRいしかわ鉄道所属）
2両編成または4両編成で、倶利伽羅駅 - 富山駅間で運行される。IRいしかわ鉄道所属車両とあいの風とやま鉄道所属車両の運用は区別されており、IR車は「あいの風ライナー」の運用には入らない。
  - キハ40形・キハ47形（JR西日本所属）
城端線からの直通列車として富山駅 - 高岡駅で運用される。
  - ET122形（えちごトキめき鉄道所属）
日本海ひすいラインからの直通列車として泊駅 - 越中宮崎駅間で1両または2両編成で運用される。1000番台「えちごトキめきリゾート雪月花」が入線したこともある[79]。

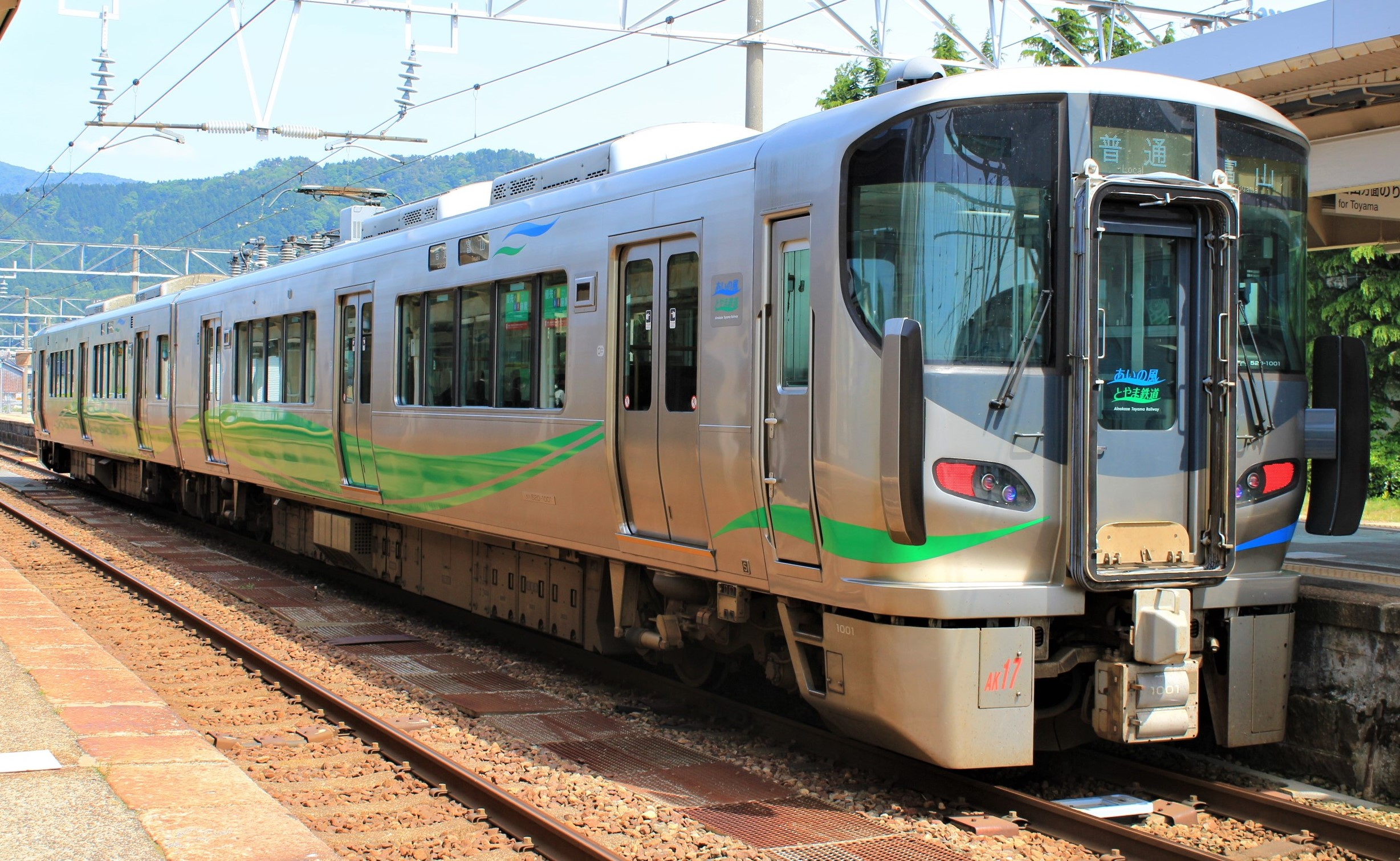
あいの風とやま鉄道521系（2021年5月 泊駅）
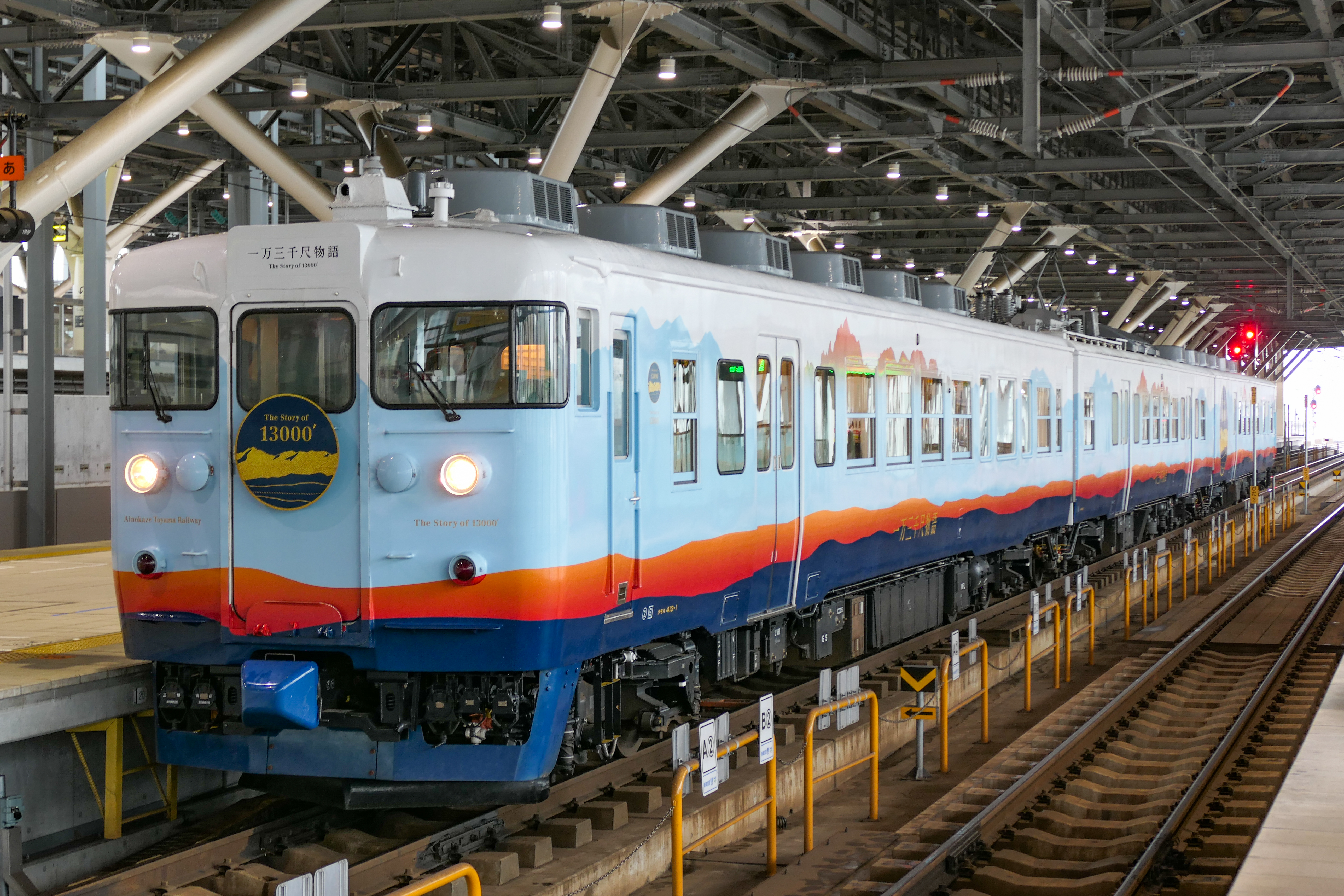
あいの風とやま鉄道413系（2022年4月 富山駅）

## 駅一覧
- （貨）：貨物専用駅、◇・■：貨物取扱駅（貨物専用駅を除く。◇は定期貨物列車の発着なし、■はオフレールステーション）
- 累計営業キロは倶利伽羅駅からのもの（米原駅 - 倶利伽羅駅間の営業キロは194.4km）
- 普通列車は全ての旅客駅に停車
- あいの風ライナー…●：停車駅、｜：通過駅
- 全線複線・交流電化

| 駅名             | 営業キロ | 営業キロ | あいの風ライナー | 接続路線・備考 | 所在地               | 所在地               | 所在地               |
| 駅名             | 駅間     | 累計     | あいの風ライナー | 接続路線・備考 | 所在地               | 所在地               | 所在地               |
| ---------------- | -------- | -------- | ---------------- | --- | -------------------- | -------------------- | -------------------- |
| 倶利伽羅駅       | -        | 0.0      | ｜               | IRいしかわ鉄道：■IRいしかわ鉄道線（発着全列車が金沢駅まで直通運転）                                                                | 石川県 河北郡 津幡町 | 石川県 河北郡 津幡町 | 石川県 河北郡 津幡町 |
| 石動駅           | 6.8      | 6.8      | ●                | | 富山県               | 小矢部市             | 小矢部市             |
| 福岡駅           | 7.2      | 14.0     | ｜               | | 富山県               | 高岡市               | 高岡市               |
| 西高岡駅         | 3.5      | 17.5     | ｜               | | 富山県               | 高岡市               | 高岡市               |
| 高岡やぶなみ駅   | 2.7      | 20.2     | ｜               | （移管後新設駅） | 富山県               | 高岡市               | 高岡市               |
| 高岡駅           | 2.6      | 22.8     | ●                | 西日本旅客鉄道：■城端線・■氷見線 万葉線：高岡軌道線 …高岡駅停留場                                                                  | 富山県               | 高岡市               | 高岡市               |
| 越中大門駅◇      | 3.7      | 26.5     | ｜               | | 富山県               | 射水市               | 射水市               |
| 小杉駅           | 3.7      | 30.2     | ●                | | 富山県               | 射水市               | 射水市               |
| 呉羽駅           | 6.6      | 36.8     | ｜               | | 富山県               | 富山市               | 富山市               |
| 富山駅           | 4.8      | 41.6     | ●                | 西日本旅客鉄道： 北陸新幹線・■高山本線 富山地方鉄道：本線 …電鉄富山駅 (T01) 富山地方鉄道：富山軌道線・富山港線 …富山駅停留場 (C15) | 富山県               | 富山市               | 富山市               |
| （貨）富山貨物駅 | 2.8      | 44.4     | ｜               | | 富山県               | 富山市               | 富山市               |
| 新富山口駅       | 1.2      | 45.6     | ｜               | （移管後新設駅） | 富山県               | 富山市               | 富山市               |
| 東富山駅         | 2.6      | 48.2     | ｜               | | 富山県               | 富山市               | 富山市               |
| 水橋駅           | 4.9      | 53.1     | ｜               | | 富山県               | 富山市               | 富山市               |
| 滑川駅           | 5.5      | 58.6     | ●                | 富山地方鉄道：本線 (T18) | 富山県               | 滑川市               | 滑川市               |
| 東滑川駅         | 3.5      | 62.1     | ｜               | | 富山県               | 滑川市               | 滑川市               |
| 魚津駅           | 5.0      | 67.1     | ●                | 富山地方鉄道：本線 …新魚津駅 (T24)                                                                                                 | 富山県               | 魚津市               | 魚津市               |
| 黒部駅           | 6.3      | 73.4     | ●                | | 富山県               | 黒部市               | 黒部市               |
| 生地駅           | 4.0      | 77.4     | ｜               | | 富山県               | 黒部市               | 黒部市               |
| 西入善駅         | 4.2      | 81.6     | ｜               | | 富山県               | 下新川郡             | 入善町               |
| 入善駅           | 3.9      | 85.5     | ●                | | 富山県               | 下新川郡             | 入善町               |
| 泊駅             | 5.2      | 90.7     | ●                | （実質的な日本海ひすいラインとの乗換駅）                                                                                           | 富山県               | 下新川郡             | 朝日町               |
| 越中宮崎駅       | 4.7      | 95.4     |                  | | 富山県               | 下新川郡             | 朝日町               |
| 市振駅           | 4.7      | 100.1    |                  | えちごトキめき鉄道：■日本海ひすいライン（発着全列車が直通運転）                                                                    | 新潟県 糸魚川市      | 新潟県 糸魚川市      | 新潟県 糸魚川市      |

## 到着・発車メロディ
2017年（平成29年）3月13日から順次、他社管轄となる倶利伽羅駅・市振駅を除く全駅で新旅客案内システムを使用開始し、各駅独自の到着メロディを導入した（富山駅と高岡駅では発車メロディも設定）。
各駅で使用されるメロディは下記の通り。
| 駅名           | 曲名                   | 作曲                      | 編曲                      | 備考 |
| -------------- | ---------------------- | ------------------------- | ------------------------- | --- |
| 石動駅         | 小矢部で見つけましょう | 高原兄                    |                           | 2016年（平成28年）に制作された小矢部市のイメージソング。高原兄は富山県出身。                                                                                  |
| 福岡駅         | ふるさと高岡           | 三枝成彰                  |                           | 高岡市民の歌。高岡銅器の「おりん」によるアレンジ。 |
| 西高岡駅       | ふるさと高岡           | 三枝成彰                  |                           | 高岡市民の歌。高岡銅器の「おりん」によるアレンジ。 |
| 高岡やぶなみ駅 | ふるさと高岡           | 三枝成彰                  |                           | 高岡市民の歌。高岡銅器の「おりん」によるアレンジ。 |
| 高岡駅         | ふるさとの空 verB      | 久石譲                    | 福嶋尚哉                  | 2012年に「富山県ふるさとの歌」として制作された曲。verBはラスト部をアレンジ。                                                                                  |
| 越中大門駅     | イミズムズムズ♪        | 伊藤敏博                  | 滝沢卓                    | 「射水ブランド」を推進するイメージソング。作曲者・編曲者ともに射水市在住。 伊藤はかつて国鉄富山車掌区勤務の傍ら音楽活動を行い「車掌さん歌手」として知られた。 |
| 小杉駅         | イミズムズムズ♪        | 伊藤敏博                  | 滝沢卓                    | 「射水ブランド」を推進するイメージソング。作曲者・編曲者ともに射水市在住。 伊藤はかつて国鉄富山車掌区勤務の傍ら音楽活動を行い「車掌さん歌手」として知られた。 |
| 呉羽駅         | ふるさとの空 verA      | 久石譲                    | 福嶋尚哉                  | 高岡駅到着メロディと同じ原曲。verAはイントロ部をアレンジ。 |
| 富山駅         | ふるさとの空 verA      | 久石譲                    | 福嶋尚哉                  | 高岡駅到着メロディと同じ原曲。verAはイントロ部をアレンジ。 |
| 新富山口駅     | ふるさとの空 verA      | 久石譲                    | 福嶋尚哉                  | 高岡駅到着メロディと同じ原曲。verAはイントロ部をアレンジ。 |
| 東富山駅       | ふるさとの空 verA      | 久石譲                    | 福嶋尚哉                  | 高岡駅到着メロディと同じ原曲。verAはイントロ部をアレンジ。 |
| 水橋駅         | ふるさとの空 verA      | 久石譲                    | 福嶋尚哉                  | 高岡駅到着メロディと同じ原曲。verAはイントロ部をアレンジ。 |
| 滑川駅         | 滑川市の歌             | 信時潔                    |                           | 市歌。オルゴール調にアレンジ。 |
| 東滑川駅       | 滑川市の歌             | 信時潔                    |                           | 市歌。オルゴール調にアレンジ。 |
| 魚津駅         | Uozu_Chime             | 中村孝幸（一般公募）      | 中村孝幸（一般公募）      | 魚津で歌い継がれる民謡「せり込み蝶六」のアレンジという条件付きで一般公募され、東京都在住の男性による作品を採用。                                              |
| 黒部駅         | 公共交通のうた         | 高原兄                    | 高原兄                    | 公共交通の利用促進を目的に黒部ワンコイン・プロジェクト実行委員会が2016年（平成28年）に制作。                                                                  |
| 生地駅         | 公共交通のうた         | 高原兄                    | 高原兄                    | 公共交通の利用促進を目的に黒部ワンコイン・プロジェクト実行委員会が2016年（平成28年）に制作。                                                                  |
| 西入善駅       | ただいま               | 梢                        |                           | 入善町出身の歌手、西島梢（元：ナナムジカ）のソロ再デビュー時の楽曲のアレンジ。                                                                                |
| 入善駅         | 上海帰りのリル         | 渡久地政信                |                           | 入善町出身の歌手、津村謙の楽曲のアレンジ。 |
| 泊駅           | まめなけあさひ         | 高原兄                    |                           | 朝日町商工会が高原兄に依頼し制作した曲のアレンジ。 |
| 越中宮崎駅     | 城の越しから           | 岩谷秀樹 （シンガー秀樹） | 岩谷秀樹 （シンガー秀樹） | 朝日町の伝統芸能「鹿嶋神社稚児舞」のメロディを同町在住のミュージシャンがアレンジしたもの。                                                                    |

| 駅名   | 曲名                       | 作曲                       | 編曲     | 備考 | 備考 | 備考 |
| ------ | -------------------------- | -------------------------- | -------- | --- | --- | --- |
| 高岡駅 | 越の高岡                   | 太田豊                     | -        | 「おりん」を使ったオリジナル曲。JR北陸本線時代の2005年から継続使用。 太田はこのほか万葉線高岡駅停留場、北陸新幹線新高岡駅発車メロディを作曲。 | 「おりん」を使ったオリジナル曲。JR北陸本線時代の2005年から継続使用。 太田はこのほか万葉線高岡駅停留場、北陸新幹線新高岡駅発車メロディを作曲。 | 「おりん」を使ったオリジナル曲。JR北陸本線時代の2005年から継続使用。 太田はこのほか万葉線高岡駅停留場、北陸新幹線新高岡駅発車メロディを作曲。                                               |
| 富山駅 | 春（3月 - 5月）            | アントニオ・ヴィヴァルディ | 福嶋尚哉 | 季節により使用曲を変更する | 同曲の第1楽章冒頭部 | いずれもヴァイオリン協奏曲『四季』より。 立山連峰を舞台にした映画『劒岳 点の記』のバックミュージックとして使用。 このほか、未採用曲として「冬 verB」（「冬」第1楽章冒頭）が制作されている。 |
| 富山駅 | 秋（9月 - 11月）           | アントニオ・ヴィヴァルディ | 福嶋尚哉 | 季節により使用曲を変更する | 同曲の第1楽章冒頭部 | いずれもヴァイオリン協奏曲『四季』より。 立山連峰を舞台にした映画『劒岳 点の記』のバックミュージックとして使用。 このほか、未採用曲として「冬 verB」（「冬」第1楽章冒頭）が制作されている。 |
| 富山駅 | 冬 verA（12 - 2月）        | アントニオ・ヴィヴァルディ | 福嶋尚哉 | 季節により使用曲を変更する | 同曲の第2楽章冒頭部 | いずれもヴァイオリン協奏曲『四季』より。 立山連峰を舞台にした映画『劒岳 点の記』のバックミュージックとして使用。 このほか、未採用曲として「冬 verB」（「冬」第1楽章冒頭）が制作されている。 |
| 富山駅 | アルプスの牧場 （6 - 8月） |                            | 福嶋尚哉 | 季節により使用曲を変更する | 国鉄形気動車などの車内チャイムで採用されている。                                                                                              | 国鉄形気動車などの車内チャイムで採用されている。 |

また、これらとは別に倶利伽羅駅ではJR北陸本線時代から『倶利伽羅峠の歌』、市振駅では『村の鍛冶屋』『エリーゼのために』が接近メロディとして使用されている。